# یواس‌اس موریس (۱۷۷۸)
یواس‌اس موریس (۱۷۷۸) (به انگلیسی: USS Morris (1778)) یک کشتی بود.